# Alicularia
Alicularia, rod jetrenjarki iz porodice Jungermanniaceae raširen poglavito po Europi. Postoji desetak vrsta
Rod je opisan 1829.

## Vrste
1. Alicularia biloba Horik.
2. Alicularia compressa (Hook.) Nees
3. Alicularia connata Horik.
4. Alicularia flexuosa (Lehm.) Nees
5. Alicularia insecta (Lindb.) Levier
6. Alicularia japonica (Stephani) Stephani
7. Alicularia lindmanii (Stephani) Stephani
8. Alicularia minor (Nees) Limpr.
9. Alicularia mulleriana (Schiffner) Müll. Hal.
10. Alicularia notoscyphoides (Schiffner) Stephani
11. Alicularia scalaris (Schrad.) Corda
12. Alicularia succulenta (Rich. ex Lehm. & Lindenb.) Spruce

## Sinonimi
- Solenostoma sect. Alicularia (Corda) Mitt.; bazionim